# Nikolaus Gerhaert
Nikolaus Gerhaert (tudi Nikolaus Gerhaert von Leyden), nizozemsko-nemški kipar, * 1420, Leiden, † 1473, Wiener Neustadt.
Gerhaert velja za najbolj vplivnega severnoevropskega kiparja 15. stoletja.